# Mướp tây
Mướp tây hay còn gọi mướp hổ, mướp rắn, mướp Ấn độ (danh pháp khoa học: Trichosanthes anguina) là một loài thực vật có hoa trong họ Cucurbitaceae. Loài này được L. miêu tả khoa học đầu tiên năm 1753.